# 31 Batalion WOP
31 Batalion Wojsk Ochrony Pogranicza – samodzielny pododdział Wojsk Ochrony Pogranicza.

## Formowanie i zmiany organizacyjne
Na podstawie rozkazu MBP nr 043/org z 3 czerwca 1950, na bazie 19 Brygady Ochrony Pogranicza, sformowano 3 Brygadę Wojsk Pogranicza, a z dniem 1 stycznia 1951 49 batalion Ochrony Pogranicza przemianowano na 31 batalion WOP.
W 1956 rozformowano 31 batalion WOP w Nowym Sączu, podporządkowując jego strażnice bezpośrednio brygadzie.
W 1959 ponownie sformowano 31 batalion WOP w Nowym Sączu i podporządkowano mu placówki podległe brygadzie.
Według Prochwicza:

W 1964 rozformowano batalion Nowy Sącz 3 Karpackiej Brygady WOP.
Według Jackiewicza:

W 1976, w związku z przejściem na dwuszczeblowy system dowodzenia, rozwiązano batalion. W jego miejsce zorganizowano placówkę zwiadu i kompanię odwodową. Strażnice podporządkowano bezpośrednio brygadzie.

## struktura organizacyjna
W 1954 batalionowi podlegały:
- 181 strażnica WOP Izby
- 182 strażnica WOP Muszynka
- 183 strażnica WOP Wójkowa
- 184 strażnica WOP Muszyna - Złockie
- 185 strażnica WOP Żegiestów –Zdrój
- 186 strażnica WOP Piwniczna

Struktura organizacyjna na dzień 31.12.1959
- dowództwo i sztab – Nowy Sącz
- 20 placówka WOP II kategorii – Sromowce
- 21 placówka WOP II kategorii – Szlachtowa
- 22 placówka WOP I kategorii – Piwniczna
- 23 placówka WOP II kategorii – Muszyna
- 24 placówka WOP I kategorii – Tylicz
- 25 placówka WOP II kategorii – Wysowa
- 26 placówka WOP II kategorii – Konieczna

1 stycznia 1964 batalionowi WOP Nowy Sącz podlegały:
- 15 placówka WOP II kategorii Szlachtowa
- 16 placówka WOP I kategorii Piwniczna
- placówka kontroli małego ruchu granicznego II kategorii Piwowarówka
- placówka kontroli małego ruchu granicznego II kategorii Piwniczna
- 17 placówka WOP II kategorii Muszyna
- placówka kontroli małego ruchu granicznego II kategorii Milk
- 18 placówka WOP I kategorii Tylicz
- 19 placówka WOP II kategorii Wysowa
- 20 placówka WOP II kategorii Konieczna
- placówka kontroli małego ruchu granicznego II kategorii Konieczna

## Dowódcy batalionu
- kpt. Władysław Czajer (?-1952)
- mjr Henryk Połowniak (1952)
- kpt. Zbigniew Kraus (?-1953)